# London City Royals
Los London City Royals son un equipo de baloncesto inglés que compite en la BBL, la primera división del país. Tiene su sede en el barrio de Crystal Palace, en el sur de Londres y disputa sus partidos en el Crystal Palace NSC, que tiene un aforo para 2.000 espectadores.

## Historia
El equipo se creó en julio de 2018 por el empresario Jon Sawyer y el promotor de baloncesto con sede en Londres Nhamo Shire, fundador de la London School of Basketball. Tras la retirada del Leeds Force a principios del verano, los Royals se convirtieron en el miembro número 12 de la liga y la segunda franquicia con sede en Londres, junto con los London Lions. Los Royals se asentaron en la antigua sede de los Lions, el Centro Nacional de Deportes Crystal Palace.

## Temporadas
| Temporada          | División | Grado | Temporada regular | Temporada regular | Temporada regular | Temporada regular | Temporada regular | Temporada regular | Postemporada | Trofeo                                 | Copa           | Entrenador   |
| Temporada          | División | Grado | Final             | P. jugados        | Ganados           | Perdidos          | Puntos            | % victorias       | Postemporada | Trofeo                                 | Copa           | Entrenador   |
| ------------------ | -------- | ----- | ----------------- | ----------------- | ----------------- | ----------------- | ----------------- | ----------------- | ------------ | -------------------------------------- | -------------- | ------------ |
| London City Royals |          |       |                   |                   |                   |                   |                   |                   |              |                                        |                |              |
| 2018-19            | BBL      | I     |                   |                   |                   |                   |                   |                   |              | Campeón vs London Lions, 90-82 OT (BT) | 1.ª ronda (NC) | Jay Williams |